# Glaukosz (epigrammaköltő)
Glaukosz (Kr. e. I. század – Kr. u. I. század első fele) görög epigrammaköltő.
Nem azonos a jó 200 évvel korábban élt, szintén költő Glaukosszal. Egy epigrammáját, amelyet Parrhasziosz egy Philoktétészt ábrázoló képére írt, az Anthologia Graeca őrzi.